# 2.55

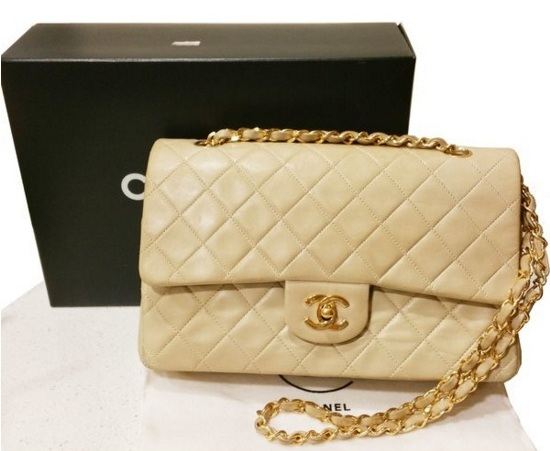
Door Lagerfeld herziene 2.55, ook bekend als de Classic 2.55.

De 2.55 is een tas die sinds 1955 verkocht wordt door modehuis Chanel. De handtas, met een enveloppevorm, was een van de eerste dameshandtassen met een schouderband.

## Geschiedenis
De 2.55 werd door Coco Chanel in februari 1955 gelanceerd. Chanel, die een grote voorliefde voor numerologie had en wier favoriete cijfer 5 was, vernoemde de tas naar de lanceringsdatum ervan. Chanel had zich laten inspireren door de militaire ransel. Zij wilde vrouwen emanciperen door haar ontwerpen en was zelf het continue vasthouden van een handtas zat. Ze besloot daarom een schouderband toe te voegen. De schouderband was geïnspireerd op een eerder ontwerp uit 1929.
Karl Lagerfeld zou in 1983 wat kleine aanpassingen doen aan het ontwerp van de 2.55. Zo verving hij het originele slot. Dit slot werd met een verwijzing naar de ongehuwde status van Coco Chanel ook wel het mademoiselle-slot genoemd. Het was een simpel langwerpig draaislot. Het nieuwe slot bevatte het logo van Chanel, twee in elkaar gedraaide C's. Lagerveld noemde deze nieuwe versie van de 2.55 de Classic 2.55. Deze tas zou een aanjager van de 'it bag'-rage van de jaren '90 worden.
In 2005 was de 2.55 al weer even uit de handel. De tas bestond echter 50 jaar en Lagerfeld besloot de originele tas, met mademoiselle-slot, opnieuw uit te geven. Dit werd de 2.55 Reissue. De tassen worden nog altijd op deze wijze verkocht. Lagerfeld zou vlak voor zijn dood in 2019 nog een herziene versie uitgeven, de Chanel 19-tas.

## Ontwerp
De 2.55 heeft een gequilt uiterlijk. Deze manier van doorstikken zie je vaak in de paardensport terug. Chanel liet zich hierdoor dan ook inspireren. Naast de paardensport, inspireerde haar jeugd de tas. Zo doet de metalen schouderband - in oudere versies vaak nog doorgeregen met leer - denken aan de sleutelbossen die de begeleiders in het weeshuis hadden waar zij opgegroeid was. De band kan dubbelgeslagen in de hand worden gehouden, of in zijn volle lengte op de schouder worden gedragen. Ook de voering van de tas, met een paarse aubergine kleur, bevat een verwijzing naar de uniformen van de kinderen in het weeshuis.
De tas bevat zeven vakken, waaronder één op de achterkant waar de gebruikster kleingeld in kan stoppen zodat zij de tas niet hoeft te openen als ze geld nodig heeft. Dit vakje werd door Chanel ook wel het Mona Lisa-vakje genoemd omdat het de vorm van een glimlach heeft. Naast de gebruikelijke vakken in de tas bevat de tas ook nog een verborgen vak dat afgesloten werd met een rits. Chanel zou hierin liefdesbrieven hebben bewaard.
De 2.55 wordt in verschillende formaten aangeboden. De kleinste maat is de mini en de 224, met een lengte van 20 centimeter. Daarna volgen de 225, 226, 227 en 228. De 228 is de grootste maat met ruim 35 centimeter. Naast verschillende maten worden ook verschillende materialen gebruikt, hoewel leer nog altijd het meest voorkomende materiaal is.

## Waarde
De 2.55 is een luxeproduct. Dit is duidelijk terug te zien in de prijs. De meest recente uitgave, de Chanel 19 had in 2023 een prijs vanaf 6000 euro. De 2.55 Reissue kostte in diezelfde periode bijna 10 000 euro. Ook tweedehandstassen blijven hun waarde behouden, want de tas wordt jaarlijks zo'n 15% duurder.

## Gebruiksters
Veel beroemdheden hebben een 2.55 in gebruik. Onderstaande bekendheden zijn met een versie van de 2.55 gezien:
- Brigitte Bardot[3]
- Jane Fonda[3]
- Rachel Bilson[3]
- Kate Moss[3]
- Claudia Schiffer[3]
- Blake Lively[1]
- Kim Kardashian[1]
- Dakota Fanning[10]
- Lady Gaga[10]
- Ashley Tisdale[10]
- Kelly Osbourne[10]
- Sofía Vergara[10]
- Vanessa Hudgens[10]
- Michelle Trachtenberg[10]
- Jessica Chastain[10]
- Demi Lovato[10]
- Rita Ora[10]